# Demetria McKinney

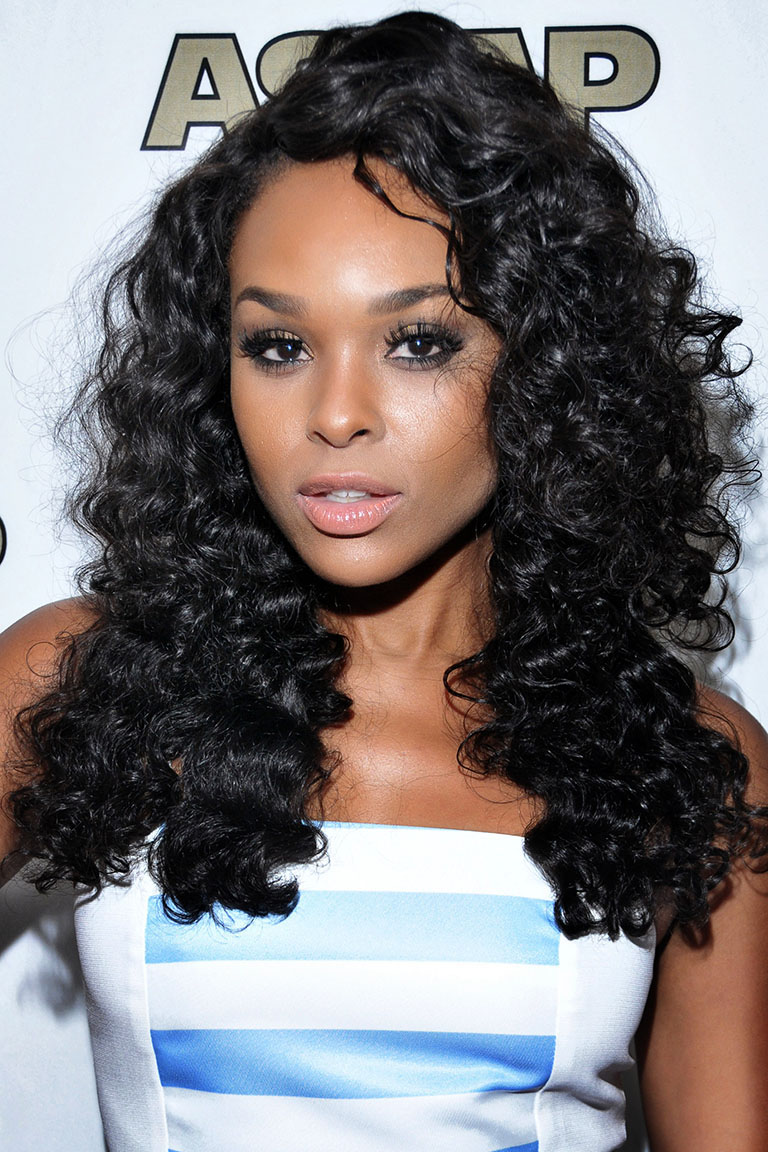
Foto de Demetria McKinney

Demetria Dyan McKinney (27 de agosto de 1979),  é uma atriz e cantora americana que ficou conhecida pelo trabalho como Janine Shelton–Payne na sitcom de comédia da TBS, Tyler Perry's House of Payne, transmitida entre 2006 e 2012.
Ela foi nomeada pela organização "National Association for Multi-ethnicity in Communications" (NAMIC), em 2008, para o prêmio "Vision Award for Best Performance in a Comedy" (Melhor Performance em Comédia) em reconhecimento do trabalho em House of Payne.
McKinney participou do The Real Housewives of Atlanta, que foi ao ar na Bravo Television Network, em sua sétima temporada e em 9 de novembro de 2014.

## Discografia

### Álbuns de estúdio
| Título           | Detalhes dos álbuns                                                                     | Posições | Posições | Posições    | Posições |
| Título           | Detalhes dos álbuns                                                                     | EUA      | EUA R&B  | Reino Unido | RU R&B   |
| ---------------- | --------------------------------------------------------------------------------------- | -------- | -------- | ----------- | -------- |
| Officially Yours | - Lançamento: TBD - Gravadora: Entertainment One Music - Formatos: CD, download digital | TBA      | TBA      | TBA         | TBA      |

Singles

### Como artista líder
| Título                                          | Ano  | Posição nas paradas musicais | Posição nas paradas musicais | Álbuns           |
| Título                                          | Ano  | EUA                          | EUA R&B                      | Álbuns           |
| ----------------------------------------------- | ---- | ---------------------------- | ---------------------------- | ---------------- |
| "Get Yo ..Ish"                                  | 2011 | —                            | —                            |                  |
| "Take Away This Love"                           | 2012 | —                            | —                            |                  |
| "Still Believe in Love (feat. Musiq Soulchild)" | 2013 | —                            | —                            |                  |
| "Work With Me"                                  | 2013 | —                            | —                            |                  |
| "100 (feat. da Brat)"                           | 2014 | —                            | —                            |                  |
| "Trade It All"                                  | 2015 | —                            | 25                           | Officially Yours |

## Filmografia
Séries de televisão
- 2004: Madea's Christmas Special [4]
- 2006–2012: Tyler Perry's House of Payne, como Janine Payne[4]
- 2011: Necessary Roughness, como Leanne
- 2012: Boulevard West, como Yvette
- 2013: The Rickey Smiley Show, como Monica
- 2014: The Real Housewives Of Atlanta, como Herself
- 2014: Drop Dead Diva, como Lisa (temporada 6, episódio 5)
- 2014: Let's Stay Together, como Shauna (temporada 4, episódio 2)
- 2014: Devious Maids, temporada 2, como Natasha Jones

Filmes e papeis (feito para televisão)
- Soul Kittens Cabaret – feito em 2004
- Meet the Browns – feito em 2004 como Kim[4]
- U Don't Know Me – feito em 2006
- Raising Izzie - feito em 2012 como Singer
- The Mountaintop – feito em 2012
- Deranged – feito em 2012
- In The Meantime – feito em 2013 como Felicia

## Teatro
- 2010: I Dream – Woodruff Arts Center como Coretta Scott King
- 2012: Dreamgirls – The Muny Repertory como Deena